# Zentralstelle für Völkerrecht
La Zentralstelle für Völkerrecht (en français Centrale pour le droit international) était une association pacifiste fondée à Francfort-sur-le-Main en décembre 1916 sous l'impulsion de Ludwig Quidde et Gustav Landauer. Kurt von Tepper-Laski se prononce pour. Heinrich Rößler en est le président, Hellmut von Gerlach le chef du bureau et Ludwig Quidde le directeur.
L'association vise à regrouper les personnages étant résolument contre la politique d'annexion de l'Allemagne et s'engage pour la neutralité belge. Elle s'engage pour une politique de conciliation. En janvier 1917, les autorités militaires entravent le fonctionnement de l'association en interdisant les rassemblements.
Lors du premier congrès pacifiste de juin 1919, alors qu'une minorité conduite par Ludwig Quidde réfute le traité de Versailles, le Bund Neues Vaterland et la Zentralstelle für Völkerrecht font de la question de la responsabilité un thème central.